# بلک باکس
بلک باکس (انگلیسی: Black Box) شرکت فناوری اطلاعات آمریکایی است، که در سال ۱۹۷۵ تأسیس شد.